# Magda Julin
Magda Maria Henrietta Julin, nascuda Mauroy (Vichy, Allier, França, 24 de juliol de 1894 – Nacka, Estocolm, 21 de desembre de 1990) va ser una patinadora artística sobre gel sueca que va competir a començaments del segle xx.
El 1920 va prendre part en els Jocs Olímpics d'Anvers, on guanyà la medalla d'or en la prova individual femenina del programa de patinatge artístic. En el seu palmarès destaquen dos Campionat Nòrdics, uns Jocs Nòrdics i tres títols nacionals.
Julin era filla del productor de música francès Edouard Mauroy. La família es va traslladar a Suècia quan sols tenia 7 anys. Va treballar com a cambrera i posteriorment va obrir una cafeteria i un restaurant. Es casà amb el mariner F. E. Julin, 15 anys més gran que ella. Va tenir dos fills i va passar els darrers anys en una llar d'avis d'Estocolm.

## Palmarès
| Internacional       | Internacional | Internacional | Internacional | Internacional | Internacional | Internacional | Internacional | Internacional | Internacional | Internacional | Internacional |
| Prova               | 1911          | 1912          | 1913          | 1914          | 1915          | 1916          | 1917          | 1918          | 1919          | 1920          | 1921          |
| ------------------- | ------------- | ------------- | ------------- | ------------- | ------------- | ------------- | ------------- | ------------- | ------------- | ------------- | ------------- |
| Jocs Olímpics       |               |               |               |               |               |               |               |               |               | 1a            |               |
| Campionat del Món   |               |               | 6a            |               |               |               |               |               |               |               |               |
| Campionat Nòrdics   |               |               |               |               |               |               |               |               | 1a            |               | 1a            |
| Jocs Nòrdics        |               |               |               |               |               |               | 1a            |               |               |               |               |
| Nacional            |               |               |               |               |               |               |               |               |               |               |               |
| Campionat de Suècia | 1a            | 2a            | 2a            |               | 2a            | 1a            | 2a            | 1a            |               |               |               |